# Фарах Набулси
Фарах Набулси (рођена 1978) је британско-палестинска режисерка и активисткиња за људска права. За свој кратки филм The Present била је номинована за Оскара и освојила награду БАФТА за најбољи кратки филм.

## Биографија
Набулси је рођена и одрасла у Лондону, и ћерка је Палестинке и оца Палестинца-Египћанина. Њен отац је дошао у Велику Британију да студира грађевинарство, а мајка је стигла преко Кувајта када је њена породица напустила Палестину након арапско-израелског рата 1967. године. Набулси је похађала школу Френсис Холанд за девојчице и дипломирала је на пословној школи Цасс у Лондону.
У својим касним 30-им, променила је каријеру након што је радила у граду као  брокер у бутик инвестиционој банци, а касније и ЈП Морган. Одлуку је донела након путовања у Палестину 2013. по први пут као одрасла особа да би ушла у траг својим породичним коренима.

### Филмска каријера
Године 2016. основала је Native Liberty Productions, непрофитну медијску продукцијску компанију која има за циљ да поново хуманизује Палестинце и скрене пажњу на неправде са којима се суочавају. Она је такође оснивач oceansofinjustice.com, дигиталног извора који деконструише израелску војну окупацију Палестине.
Набулси је позвана да прикаже свој рад и говори на разним догађајима, укључујући и седиште Уједињених нација у Њујорку; где се обратила делегатима у Савету Повереничке коморе.
Године 2021, њен режисерски деби The Present номинован је за Оскара за најбољи кратки филм уживо. 10. априла 2021. освојио је награду БАФТА за најбољи кратки филм; једини кратки филм који се кандидовао за обе награде. Пре тога је освојио преко 30 награда на разним филмским фестивалима широм света.
Њен дугометражни филм, The Teacher, премијерно је приказан 9. септембра 2023. на Међународном филмском фестивалу у Торонту и говори о палестинском наставнику који се бори да помири своју ризичну посвећеност политичком отпору са својом емотивном подршком једном његових ученика и шансу за нову везу са волонтером. Филм је освојио више од десет међународних награда, укључујући награду публике на Међународном филмском фестивалу у Сан Франциску, а перформанс Салеха Бакрија у филму донела му је неколико награда за најбољег глумца, укључујући и ону на Београдском филмском фестивалу, као и на 8. Фестивалу критике. Такође је освојио и награде за арапске филмове; где је  такође био номинован у три друге категорије: најбољи филм, најбоља кинематографија и најбоља музика.

## Награде
| Година | Филм        | Оскар      | Оскар  | БАФТА      | БАФТА  |
| Година | Филм        | Номинација | Победа | Номинација | Победа |
| ------ | ----------- | ---------- | ------ | ---------- | ------ |
| 2021   | The Present | 1          |        | 1          | 1      |

## Филмографија
| Година | Наслов                 | Режисерка | Сценаристкиња | Продуценткиња |
| ------ | ---------------------- | --------- | ------------- | ------------- |
| 2016   | Oceans of Injustice    | Не        | Да            | Да            |
| 2017   | Today They Took My Son | Не        | Да            | Да            |
| 2018   | Nightmare of Gaza      | Не        | Да            | Да            |
| 2020   | The Present            | Да        | Да            | Не            |
| 2023   | The Teacher            | Да        | Да            | Да            |